# Desprat
Desprat o El Prat és una casa pairal de Sant Esteve d'en Bas (Garrotxa), catalogada com a bé cultural d'interès local.

## Història
Segons tradició de família, la casa existia ja al segle x i es tenen notícies que l'any 1277, n'era senyor en Guillem Primer, ascendent de la família dels reis d'Aragó.
A principis del segle xix, Esteve Desprat i de Gayolà marxà a Londres per a fer de preceptor del duc de Norfolk. Mort sense descendència, fou succeït per la seva germana Maria Lluïsa, que es va casar amb el militar Francisco de Galtero, natural de Màlaga. L'hereva del matrimoni, Nicolasa de Galtero i Desprat, es va casar amb el també militar Francesc de Casanova i Mir. El 1900, el seu fill Eduard de Casanova i de Galtero (1840-1916) va rebre el títol de marquès de Galtero de mans del papa Lleó XIII, i el 1908, va restaurar la casa.
Es va casar amb Maria de Vallès i Mas, filla del baró de la Pobla Tornesa i vescomte de Bétera. El seu fill Guillem de Casanova i Vallès es va casar amb Rosalia Dasí i Moreno, marquesa de Dosaigües, i tingueren una filla que morí a la casa als 15 anys. A la seva mort, llegà la propietat a la seva neboda i fillola Roser d'Ugarte i de Casanova (1918-2014), casada amb Manuel de Delás i de Jaumar (1911-1999), VI baró de Vilagaià. L'actual propietari és el seu fill Manuel de Delàs i d'Ugarte, casat amb Socorro Hernández.

## Descripció
És una casa senyorial de grans dimensions, amb teulada a dues vessants. A la façana principal hi ha molts elements escultòrics, entre ells l'escut nobiliari a la part més alta de la façana, els balcons amb motius de pedra treballada d'estil gòtic. Passat el portal hi ha un pati empedrat i una escala amb escultures amb motius d'animals. A la façana esquerra hi ha tres arcs, el del mig de grans dimensions, que conformen una galeria. Al davant i encerclant la casa hi ha una petita muralla i un gran jardí.